# Cary (Severní Karolína)
Cary je město v americkém státě Severní Karolína, součást metropolitního regionu kolem hlavního města Raleigh. V roce 2020 žilo v Cary přes 174 tisíc obyvatel. Převážná většina města se nachází v okrese Wake County, drobné okrajové části v sousedních okresech Durham County a Chatham County.

## Poloha
Cary leží několik kilometrů od Raleigh. Společně s Chapel Hill, Durhamem a Raleigh tvoří metropolitní region, nazývají se také Triangle Park (RTP). 

## Historie
Sídlo bylo založeno roku 1750 jako osada s názvem Bradford's Ordinary. O sto let později se po stavbě železniční trati New Bern – Hillsborough Bradford's Ordinary dostalo na hlavní obchodní cestu. Založení města se připisuje Allisonu Franku Pageovi, farmáři a dřevorubci z Wake County, který v roce 1854 zakoupil část pozemků poblíž železničních tratí. Ten město pojmenoval Cary po prohibicionistovi Samuelu Fentonovi Caryovi, kterého obdivoval. (Cary v době prohibice vydělával na pašování alkoholu).  Město Cary bylo do Unie začleněno 6. dubna 1871.
V současné době je to moderní město s ekonomikou zaměřenou na chytré technologie a ekologii, s mnoha parky, sportovními a rekreačními zařízeními.

## Sport a rekreace
Cary má více než třicet veřejných parků a přírodních rezervací. Patří mezi ně park Freda G. Bonda, přírodní rezervace Hemlock Bluffs a státní park Williama B. Umsteada. Tenisový park o rozloze 9,7 hektarů je jedním z nejrozsáhlejších veřejných tenisových zařízení na jihovýchodě Spojených států, nabízí 32 kurtů, včetně stadionu, na němž se každoročně hrají mezinárodní tenisové turnaje mužů ATP Challenger Tour.

## Rodáci
- Walter Hines Page (1855–1918), žurnalista, vydavatel a diplomat
- Robert N. Page (1859–1933), politik
- Bevin Prince (* 1982), herečka
- Claire Curzan (* 2004), plavkyně

## Partnerská města
- Le Touquet-Paris-Plage, Francie (1992)
- Hsinchu, Taiwan (1993)
- County Meath, Irsko (2001)
- Markham, Kanada (2002)
- Bandırma, Turecko (2022)